# A-517
La A-517 es una autovía española que unirá la A-62 con la carretera CL-517. Esta vía de nueva construcción, con una longitud aproximada de 5 km, permite ir desde Salamanca hasta la CL-517 sin tener que pasar por Doñinos de Salamanca, actualmente se encuentra en los primeros estudios de proyecto.

## Tramos
| Tramo                          | Estado (2025)       | km |
| ------------------------------ | ------------------- | -- |
| Salamanca-Doñinos de Salamanca | Estudio informativo | 5  |